# Santissimi Nomi di Gesù e Maria in Via Lata
Santissimi Nomi di Gesù e Maria in via Lata ist eine römische Pfarrkirche, die am 7. Juni 1967 durch Papst Paul VI. zur Titeldiakonie erhoben worden ist.

## Geschichte
Im 17. Jahrhundert stand auf dem Gebiet der Kirche eine Villa mit Garten von Antonio Orsini, dem Enkel von Kardinal Flavio Orsini. 1615 wurde der Besitz von den Augustiner-Discalceaten gekauft um ihren Sitz in Rom und ein Seminaristenheim zu bauen. Hier stand auch eine Kirche des heiligen Antonius, die aber für den Orden ungeeignet war.

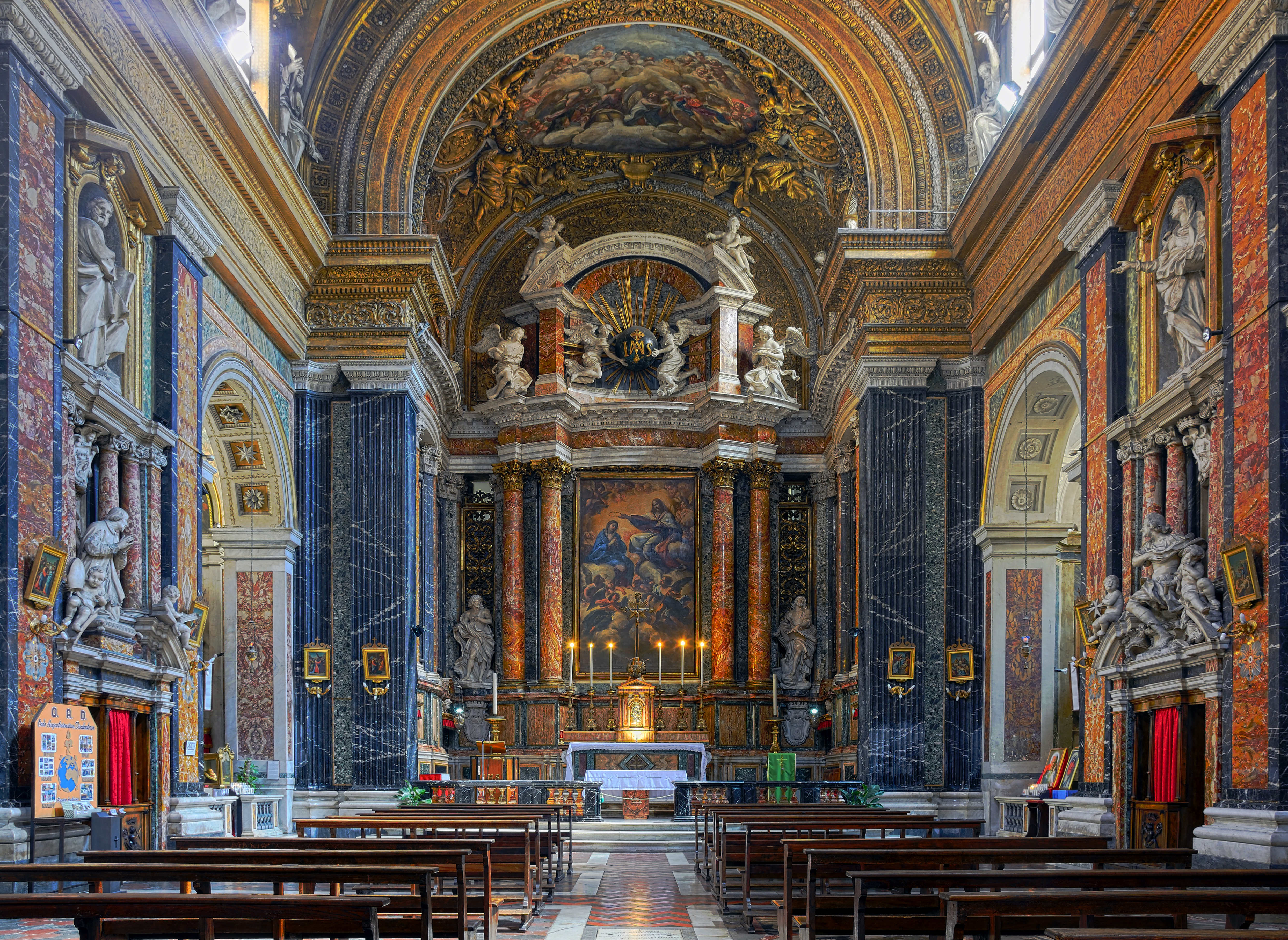
Innenansicht

Der Bau wurde in zwei Phasen erstellt. Der Grundstein wurde am 3. April 1633 gelegt und der erste von Carlo Buzio entworfene Teil wurde 1635 fertiggestellt. Am 17. Januar 1636 fand der feierliche Auszug der Gemeinschaft aus Santa Maria del Popolo statt. Der ursprüngliche Augustinerorden verblieb dort. Der zweite Teil der Kirche und die Fassade wurden zwischen 1671 und 1674 unter Leitung von Carlo Tainaldi gebaut. Am 28. Januar 1675 wurde die Kirche geweiht. Zwischen 1678 und 1690 wurde mit der Großzügigkeit von Giorgio Bolognetti, dem Bischof von Rieti, die Innenausstattung aus Marmor eingebaut.
Am 7. Juni 1967 wurde sie durch Papst Paul VI. zur Titeldiakonie erhoben.

## Beschreibung
Die Fassade der Kirche stammt von Carlo Rainaldi und ist aus Travertin und Ziegeln. Über der einzigen Eingangstür sind ein Tympanon, ein rechteckiges Fenster und eine Lünette. Sie werden von vier korinthischen Säulen umrahmt.

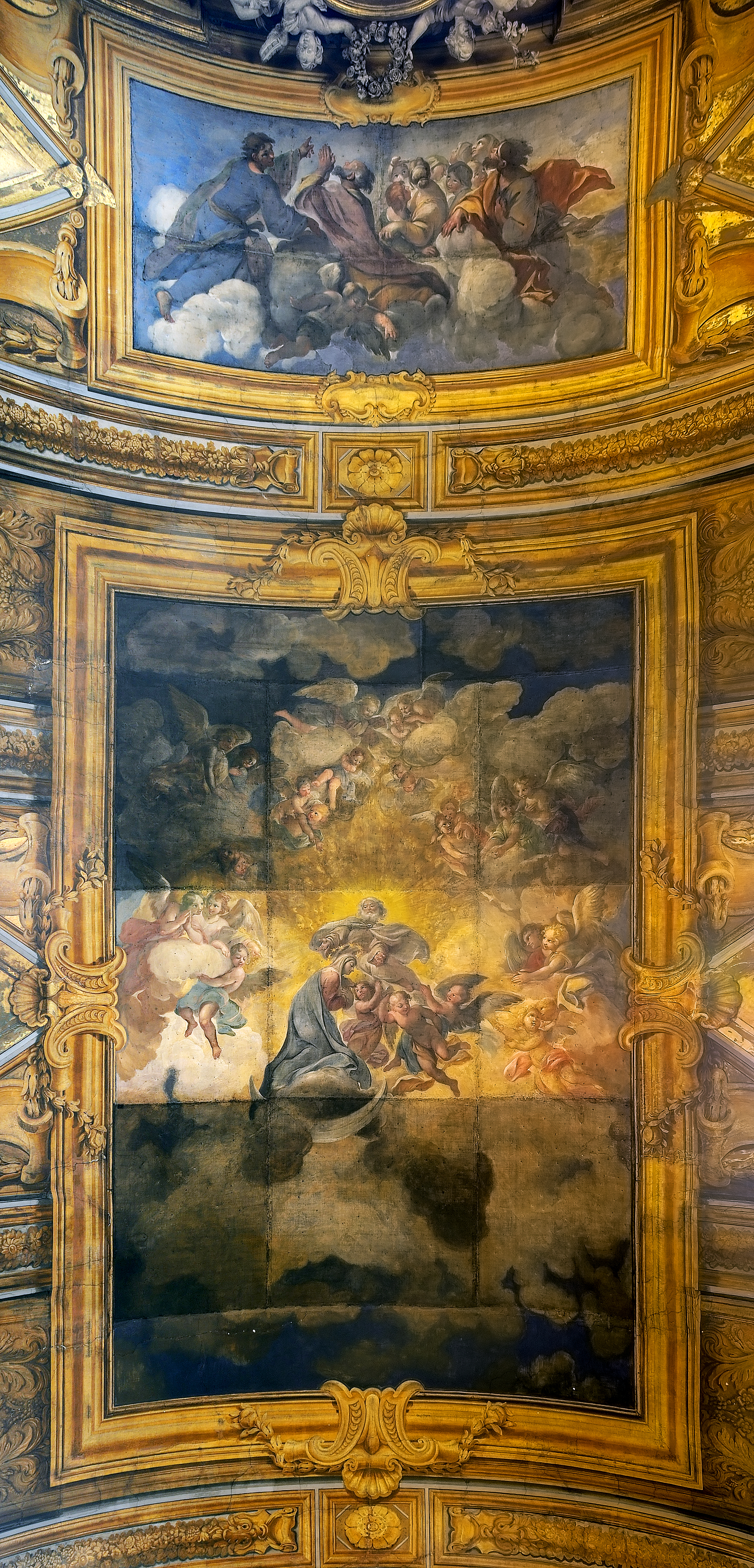
Deckenfresko der Himmelfahrt Mariens

Die Kirche besteht aus einem Schiff mit einem Tonnengewölbe und drei Kapellen je Seite. Es ist 27 m lang und 15 m breit. Der Altar ist ein Quadrat mit 7 m Seitenlänge. Im Gewölbe ist ein Fresko von Giacinto Brandi, welches die Himmelfahrt Mariens und die Verehrung durch die Evangelisten darstellt. Auf dem Gesims des Gewölbes befinden sich Stuckstatuen, welche Engel, Propheten und andere Figuren des Alten Testaments darstellen.
Auf der linken Seite sind die Kapellen des heiligen Thomas von Villanova, des heiligen Josef und der Mutter der göttlichen Hilfe. Auf der rechten Seite befinden sich eine Kreuzkapelle und die Kapellen des Nikolaus von Tolentino und der heiligen Anna.
Der Altarraum und der Altar zeichnen sich durch den Reichtum der verwendeten Materialien aus. Das Altarbild stammt von Giacinto Brandi und stellt Maria dar, die von Jesus gekrönt wird (1679).

## Kardinaldiakone
Folgende Kardinäle waren bisher Titelträger
- Justinus Darmojuwono, Erzbischof von Semarang, Kardinalpriester pro illa vice, 29. Juni 1967 – 3. Februar 1994
- Avery Dulles SJ, Theologe, 21. Februar 2001 – 12. Dezember 2008
- Domenico Bartolucci, Kirchenmusiker, 20. November 2010 – 11. November 2013
- Luigi de Magistris, Pro-Großpönitentiar, 14. Februar 2015 – 16. Februar 2022
- Timothy Radcliffe OP, ehemaliger Generalmagister der Dominikaner, seit 7. Dezember 2024